# Marksänd TV
Marksänd TV (även kallad terrester TV) är ett sätt att distribuera TV-signaler via radiovågor som överförs i luften ifrån radiomaster. I Sverige sker det med en huvudsändare i Kaknästornet i Stockholm som sänder till slavsändare, dessa sänder vidare till andra slavsändare osv. I slutändan hos TV-tittaren tar en antenn ansluten till en radiomottagare i TV:n emot bild- och ljudsignalerna.
Innan övergången till digital utsändning sändes TV på radiobandsfrekvenserna VHF- och UHF enligt det Europeiska PAL-systemet med amplitudmodulerad analog kompositvideo  tillsammans med frekvensmodulerat analogt ljud med undantag för digitalt ljud enligt NICAM-systemet. Allt detta läggs inom en "kanal" som har en bandbredd på cirka 8 MHz.
Den digitala utsändningen sker genom att omvandla den analoga (RGB) bild- och ljud signalen till digital information med A/D-omvandlare. Denna information komprimeras digitalt med MPEG-algoritmen. Detta sänds sedan ut med OFDM modulering på samma frekvenser som för den analoga varianten. En systemskillnad mot det analoga systemet är att i det digitala systemet sänds oftast cirka 5 kanaler på en frekvens. Men också att vid störningar är det antingen mycket bra bild, eller ingen bild- och ljud alls.